# Rio Cib
O Rio Cib é um rio da Romênia, afluente do Ardeu, localizado no distrito de Alba e Hunedoara.